# Воллатонська вагонна дорога

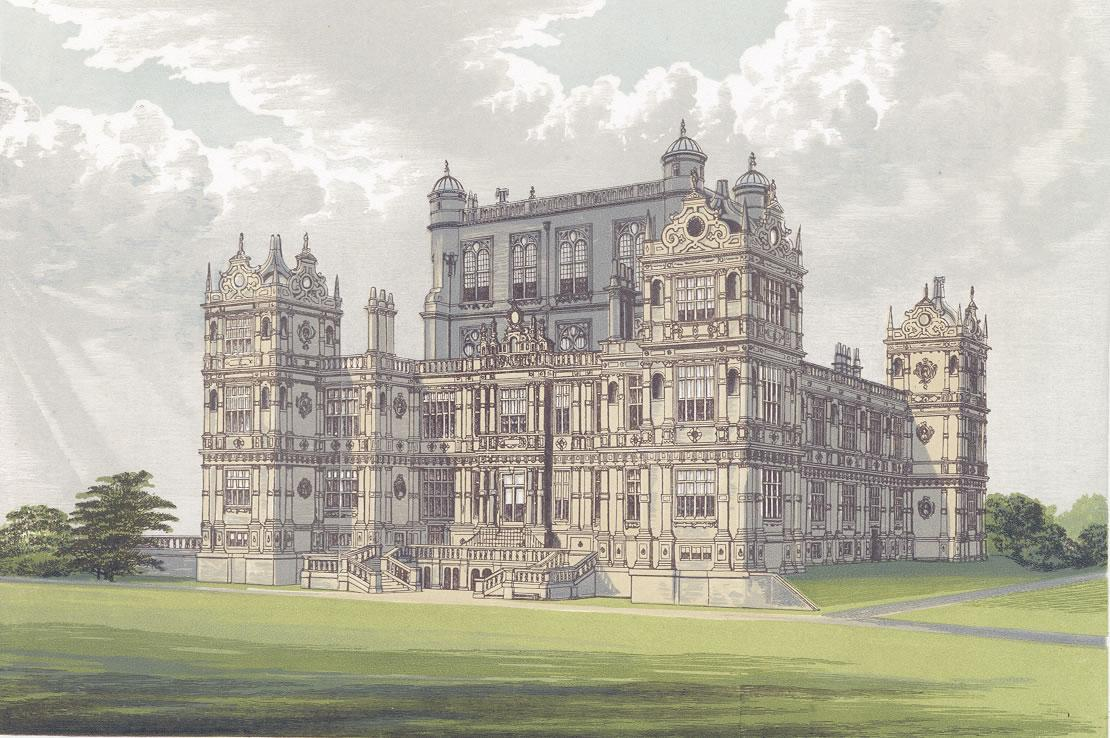
Замок Воллатон поблизу Південного кінця Wollaton Wagonway

«Воллатонська вагонна дорога» (англ. Wollaton Wagonway) — перша вагонна залізниця у світі. Ця залізниця завдовжки приблизно три кілометри була побудована між 1603 і 1604 роками для перевезення вугілля між населеними пунктами Стріллі (англ. Strelley) і Воллатон (англ. Wollaton) поруч із Ноттінгемом. 